# كريستيان هورن
كريستيان هورن (بالنرويجية البوكمول: Kristian Horn)‏ هو عالم نبات وفيلسوف نرويجي، ولد في 12 مايو 1903 في براندبوه ‏ في النرويج، وتوفي في 28 أبريل 1981 في Stabekk ‏ في النرويج.